# Saran (Loiret)
Saran és un municipi francès, situat al departament del Loiret i a la regió de Centre – Vall del Loira. L'any 2007 tenia 15.333 habitants.

## Demografia

### Població
El 2007 la població de fet de Saran era de 15.333 persones. Hi havia 5.887 famílies, de les quals 1.410 eren unipersonals (521 homes vivint sols i 889 dones vivint soles), 1.892 parelles sense fills, 1.959 parelles amb fills i 626 famílies monoparentals amb fills.
La població ha evolucionat segons el següent gràfic:
Habitants censats

### Habitatges
El 2007 hi havia 6.249 habitatges, 6.013 eren l'habitatge principal de la família, 20 eren segones residències i 216 estaven desocupats. 4.453 eren cases i 1.742 eren apartaments. Dels 6.013 habitatges principals, 3.999 estaven ocupats pels seus propietaris, 1.946 estaven llogats i ocupats pels llogaters i 68 estaven cedits a títol gratuït; 184 tenien una cambra, 321 en tenien dues, 1.102 en tenien tres, 2.004 en tenien quatre i 2.403 en tenien cinc o més. 5.090 habitatges disposaven pel capbaix d'una plaça de pàrquing. A 2.835 habitatges hi havia un automòbil i a 2.548 n'hi havia dos o més.

### Piràmide de població
La piràmide de població per edats i sexe el 2009 era:
| Homes | Edats   | Dones |
| ----- | ------- | ----- |
| 0     | 95 o +  | 8     |
| 4     | 90 a 94 | 60    |
| 56    | 85 a 89 | 96    |
| 44    | 80 a 84 | 104   |
| 128   | 75 a 79 | 184   |
| 176   | 70 a 74 | 224   |
| 328   | 65 a 69 | 364   |
| 304   | 60 a 64 | 300   |
| 352   | 55 a 59 | 312   |
| 572   | 50 a 54 | 560   |
| 612   | 45 a 49 | 636   |
| 572   | 40 a 44 | 704   |
| 576   | 35 a 39 | 624   |
| 448   | 30 a 34 | 488   |
| 488   | 25 a 29 | 476   |
| 508   | 20 a 24 | 436   |
| 596   | 15 a 19 | 532   |
| 628   | 10 a 14 | 548   |
| 556   | 5 a 9   | 448   |
| 420   | 0 a 4   | 356   |

## Economia
El 2007 la població en edat de treballar era de 10.031 persones, 7.457 eren actives i 2.574 eren inactives. De les 7.457 persones actives 6.890 estaven ocupades (3.437 homes i 3.453 dones) i 568 estaven aturades (284 homes i 284 dones). De les 2.574 persones inactives 948 estaven jubilades, 959 estaven estudiant i 667 estaven classificades com a «altres inactius».

### Ingressos
El 2009 a Saran hi havia 6.066 unitats fiscals que integraven 15.652,5 persones, la mediana anual d'ingressos fiscals per persona era de 18.946 €.

### Activitats econòmiques
Dels 784 establiments que hi havia el 2007, 9 eren d'empreses extractives, 5 d'empreses alimentàries, 5 d'empreses de fabricació de material elèctric, 24 d'empreses de fabricació d'altres productes industrials, 98 d'empreses de construcció, 228 d'empreses de comerç i reparació d'automòbils, 64 d'empreses de transport, 56 d'empreses d'hostatgeria i restauració, 26 d'empreses d'informació i comunicació, 42 d'empreses financeres, 51 d'empreses immobiliàries, 82 d'empreses de serveis, 42 d'entitats de l'administració pública i 52 d'empreses classificades com a «altres activitats de serveis».
Dels 159 establiments de servei als particulars que hi havia el 2009, 1 era una oficina de correu, 10 oficines bancàries, 3 funeràries, 20 tallers de reparació d'automòbils i de material agrícola, 2 tallers d'inspecció tècnica de vehicles, 2 establiments de lloguer de cotxes, 3 autoescoles, 14 paletes, 11 guixaires pintors, 17 fusteries, 16 lampisteries, 12 electricistes, 1 empresa de construcció, 9 perruqueries, 2 veterinaris, 1 agència de treball temporal, 22 restaurants, 8 agències immobiliàries, 1 tintoreria i 4 salons de bellesa.
Dels 107 establiments comercials que hi havia el 2009, 1 era, 3 supermercats, 1 un supermercat, 1 una gran superfície de material de bricolatge, 6 fleques, 2 carnisseries, 2 botigues de congelats, 3 llibreries, 24 botigues de roba, 10 botigues d'equipament de la llar, 5 sabateries, 4 botigues d'electrodomèstics, 24 botigues de mobles, 2 botigues de material esportiu, 3 botigues de material de revestiment de parets i terra, 3 drogueries, 2 perfumeries, 6 joieries i 5 floristeries.
L'any 2000 a Saran hi havia 15 explotacions agrícoles que ocupaven un total de 188 hectàrees.

## Equipaments sanitaris i escolars
El 2009 hi havia 1 hospital de tractaments de mitja durada (seguiment i rehabilitació), 1 un hospital de tractaments de llarga durada, 1 psiquiàtric, 5 farmàcies i 1 ambulància.
El 2009 hi havia 4 escoles maternals i 3 escoles elementals. Saran disposava d'un col·legi d'educació secundària amb 407 alumnes.

## Poblacions properes
El següent diagrama mostra les poblacions més properes.